# Martta Kinnunen
Martta Kinnunen (Leppävirta, Finlandia; 25 de julio de 1908-6 de diciembre de 1986) fue una actriz y cantante finlandesa.

## Biografía
Nacida en Leppävirta, Finlandia, además de su carrera como actriz cinematográfica y televisiva, hizo varias grabaciones entre 1938 y 1943 con músicos como Georg Malmstén.
Por su trayectoria artística, fue premiada en 1959 con la Medalla Pro Finlandia. 
Martta Kinnunen falleció en 1986. Desde 1940 y hasta la muerte de él en 1964 estuvo casada con Hugo Johannes Piippo.

## Filmografía (selección)
- 1934 : Minä ja ministeri
- 1936 : VMV 6
- 1947 : Kultamitalivaimo
- 1949 : Sinut minä tahdon
- 1950 : Köyhä laulaja
- 1951 : Vihaan sinua – rakas
- 1952 : Niskavuoren Heta
- 1952 : Lännen lokarin veli
- 1953 : Jälkeen syntiinlankeemuksen
- 1954 : Niskavuoren Aarne
- 1954 : Minä soitan sinulle illalla
- 1955 : Tähtisilmä
- 1955 : Kukonlaulusta kukonlauluun
- 1957 : Niskavuori taistelee
- 1958 : Kulkurin masurkka
- 1958 : Kahden ladun poikki
- 1959 : Taas tapaamme Suomisen perheen
- 1959 : Kohtalo tekee siirron
- 1961 : Tulipunainen kyyhkynen

## Grabaciones
- 1938 : Espiksen rapsodia 1 ja 2 (junto con Reino Palmroth y Georg Malmstén)
- 1938 : Kesärapsodia 1 ja 2 (junto con Georg Malmstén y Kalle Löfström)
- 1938 : Perheidylli (junto con Georg Malmstén)
- 1938 : Rapukesteissä (junto con Georg Malmstén y Reino Palmroth)
- 1943 : Äänislinnan kirjeenkantaja (junto con Erkki Eirto)